# Jessica Favre

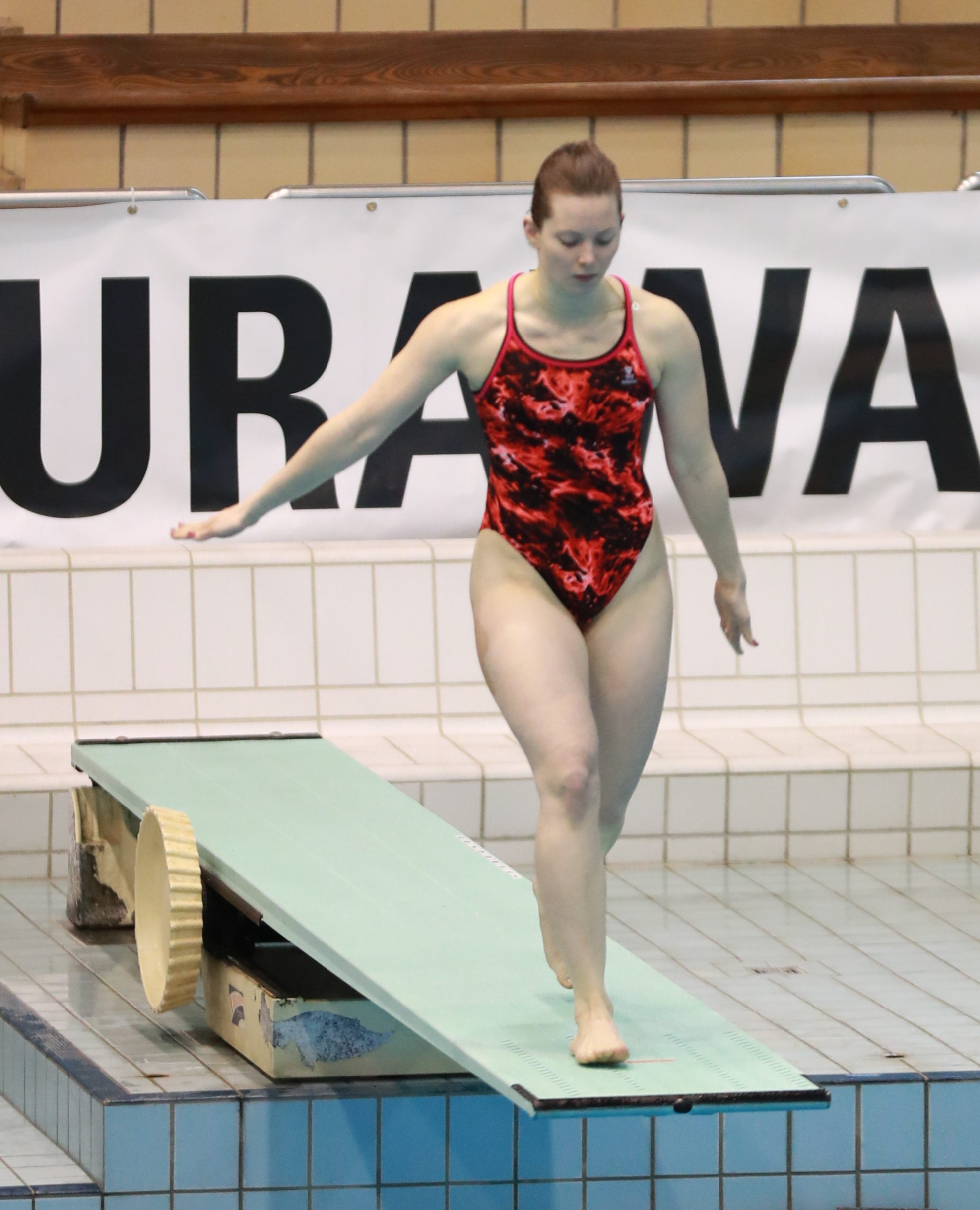
Jessica Favre in gara nel 2018

Jessica-Floriane Favre (Canton Vaud, 2 maggio 1995) è una tuffatrice svizzera.

## Biografia
Specializzata nel trampolino, ha rappresentato la nazionale svizzera ai campionati mondiali di nuoto di Kazan 2015, Budapest 2017 e Gwangju 2019.
Nel 2014, a seguito di un controllo antidoping effettuato durante i campionati nazionali svizzeri, è risultata positiva al tuaminoeptano, sostanza vietata in quanto stimolante. È probabile che la sostanza fosse stata assunta dall'atleta inavvertitamente con alcuni medicinali per il raffreddore; per questo motivo la Camera Disciplinare della FINA, pur infliggendo all'atleta la sanzione la revoca dei risultati ottenuti durante i campionati nazionali svizzeri, le ha comminato una squalifica di entità particolarmente lieve: solo tre mesi.